# فتح آباد دة عرب (مقاطعة فيروزآباد)
فتح‌آباد دة عرب (بالفارسية: فتح‌آباد ده عرب) هي قرية تقع في قسم جايدشت الريفي في إيران. يقدر عدد سكانها بـ 290 نسمة .